# Jacques Lourcelles
Jacques Lourcelles es un crítico de cine y guionista francés nacido el 11 de enero de 1940 en París.

## Biografía
Durante los años 1960, Jacques Lourcelles fue redactor en jefe de la revista Présence du cinéma. Pertenecía al grupo de los « mac-mahonianos », un grupo de cinéfilos que se reunían alrededor del cine Mac-Mahon (París, distrito 17).
Lourcelles es autor de un importante diccionario de películas publicado en 1992. En 2022, sale a la luz una nueva versión ampliada de su diccionario en dos volúmenes en lugar de uno.

## Libros
- Otto Preminger, collection Cinéma d'aujourd'hui, Seghers, 1965.
- Dictionnaire du cinéma, tome 3, « Les Films », collection Bouquin, Robert Laffont, 1728 p., 1992 ISBN 2221054652
- Dictionnaire des films, vol. 1 : Des origines à 1950, 1376 p. ISBN 978-2-38292-296-5; vol. 2 : De 1951 à nos jours, 1600 p. ISBN 978-2-38292-096-1, París, Éditions Bouquins, coll. Bouquins, 2022

## Filmografía
- 1974 : Le Chaud lapin de Pascal Thomas
- 1976 : L'Acrobate de Jean-Daniel Pollet
- 1977 : Un oursin dans la poche de Pascal Thomas
- 1979 : Confidences pour confidences de Pascal Thomas
- 1981 : Celles qu'on n'a pas eues de Pascal Thomas
- 1999 : La Dilettante de Pascal Thomas